# سردشت (دلغان)
سردشت (بالفارسية: سردشت) هي قرية تقع في قسم دلغان الريفي (مقاطعة دلغان) في إيران. يقدر عدد سكانها بـ 107 نسمة .